# Cataxia stirlingi
Cataxia stirlingi là một loài nhện trong họ Idiopidae.
Loài này thuộc chi Cataxia. Cataxia stirlingi được Barbara York Main miêu tả năm 1985.